# Ирена Арсић
Ирена Арсић (Скопље, 7. септембар 1959) српски је историчар културе и књижевност и универзитетски професор.

## Биографија
Магистрирала је и докторирала на Филолошком факултету у Београду у области старе дубровачке књижевности, да би у периоду 1991—1998. била ангажована као асистент на предмету Приморска књижевност Одсека за југословенске књижевности и српскохрватски језик Филолошког факултета у Приштини, а затим од 2008. као предавач на Департману за српску и упоредну књижевност Филозофског факултета у Нишу, где предаје Књижевност од ренесансе до рационализма и Културну историју Срба — на основним, а Технику научног рада на докторским студијама. Школске 2008/09. на Филолошко-уметничком факултету у Крагујевцу држала је курс Књижевност ренесансе и барока Дубровника и Боке Которске.
Ирена Арсић је главни уредник у научној редакцији годишњака за српску и компаративну књижевност Филозофског факултета у Нишу „Philologia Mediana“.
Такође, Ирена Арсић је дугогодишњи главни и одговорни уредник у београдској издавачкој кући „Ars libri“, а од оснивања (2007) обавља уредничке послове и у Задужбини Владете Јеротића, чији је члан Управног одбора. На тим пословима, уредила је и припремила за штампу више издања, међу њима и Сабрана дела В. Јеротића, која се штампају у шест кола.
Арсић је учесник у научном пројекту „Модернизација Западног Балкана“, који води др Никола Самарџић, а који је прихваћен и финансиран од Министарства науке Републике Србије за период 2011-2015. године.
Она је аутор више десетина радова из области старе дубровачке књижевности, али и студија из културне историје Дубровника 19. века. Учесник је бројних научних скупова, а одржала је и низ предавања на тему дубровачке културне историје.

## Награде
- 1994. Награда „Петар Колендић“, Филолошки факултет у Београду за магистарски рад
- 2010. Награда „Милан Решетар“ за научно-истраживачки рад, Матица српска дубровачка у Београду,

## Одабрана дела
- Антун Сасин дубровачки песник 16. века, Београд – Бања Лука 2002.
- Дубровачки штампари и издавачи 19. века и њихова издања, Бања Лука – Београд. 2005.  978-99938-35-76-9..
- Српска православна црква у Дубровнику до почетка 20. века, Дубровник – Требиње – Београд, [илустровано]. 2007.  978-86-7588-114-8.. / Srpska pravoslavna crkva u Dubrovniku do početka XX vijeka, Dubrovnik – Trebinje – Beograd, [илустровано]. 2007.  978-86-7588-114-8.
- Весна Ристић, Снежана Бојовић, Ирена Арсић. (2008). Библиографија Владете Јеротића. Београд. ISBN 978-86-7588-127-8..
- Арсић, Ирена (2009). Дубровачке теме 19. века. Београд. ISBN 978-86-7588-151-3..
- Дубровачко српство кроз векове[3]